# Kwamalasamutu
Kwamalasamutu é uma cidade do Suriname, localizada no distrito de Sipaliwini, a 275 metros acima do nível do mar. Grande parte de sua população é composta de índios da tribo dos Tiriyó.